# Sephadex
Sephadex jest usieciowanym żelem dekstranowym stosowanym do filtracji żelowej. Ma postać granulek o średnicy 10-300 µm, które w zależności od usieciowienia, różnią się zdolnością do pochłaniania wody. Zdolność do wchłaniania wody decyduje o właściwościach rozdzielczych. Sephadexy w swojej postaci przypominają strukturę drobnego proszku z granulkami o wielkości cząstek zazwyczaj od 20 do 300 mikrometrów. Po napęcznieniu w wodzie lub w roztworze soli, sephadexy tworzą żele, czyli dwufazowy układ rozpuszczalnika i granulek. Chromatografia cieczowa na żelu Sephadex określana jest inaczej jako sączenie molekularne. Służy do rozdziału substancji różniących się masą cząsteczkową na cele analityczne lub preparatywne.

## Twórcy
Firma Pharmacia została założona w 1911 roku w Sztokholmie w Szwecji przez farmaceutę Gustava Felixa Grönfeldta w Elgen Pharmacy. Nazwa firmy pochodzi od greckiego słowa φαρμακεία, transliterowanego pharmakeia, które oznacza „czarnoksięstwo”. Na początku istnienia firmy znaczna część zysków pochodziła z „cudownego leku” Phospho-Energon. Podczas II wojny światowej szwedzki chemik Björn Ingelman (który pracował dla Arne Tiselius na uniwersytecie w Uppsali) badał różne zastosowania polisacharydu dekstranu. Wraz z badaczem medycznym Andersem Grönwallem odkrył, że dekstran może być stosowany jako zamiennik osocza w transfuzjach krwi, na co może być duże zapotrzebowanie w czasie wojny. W 1943 roku skontaktowano się z Pharmacią, która wówczas była jeszcze małą firmą, a jej prezes Elis Göth był bardzo zainteresowany jej rozwojem. Produkt Macrodex, roztwór dekstranu, został wprowadzony na rynek cztery lata później. Produkty na bazie dekstranu miały odegrać znaczącą rolę w dalszej ekspansji Pharmacii. W 1951 roku firma przeniosła się do Uppsali w Szwecji, aby zbliżyć się do naukowców, z którymi współpracowała, a Ingelman został jej szefem badań. W 1959 roku Pharmacia jako pionier w dziedzinie filtracji żelowej wprowadziła produkty Sephadex. Były one również oparte na dekstranie i odkryciach dokonanych w departamencie Tiseliusa, tym razem przez Jerkera Poratha i Per Flodina. W 1967 roku w Uppsali powstała firma Pharmacia Fine Chemicals. W 1986 Pharmacia Fine Chemicals przejęła LKB-produkter AB i zmieniła nazwę na Pharmacia Biotech. Pharmacia Biotech rozszerzyła swoją rolę w „rewolucji biotechnologicznej” poprzez przejęcie PL Laboratories od Pabst Brewery oferujących linię specjalistycznych chemikaliów badawczych do rekombinacji DNA. Sprzedana w latach 90. prywatnym interesantom, Pharmacia została najpierw połączona z „Kabi Vitrum”, tworząc Kabi Pharmacia z siedzibą w Uppsali. W 1993 roku Kabi Pharmacia kupiła Farmitalia, włoską firmę, która opracowała doksorubicynę, chemioterapeutyk.

## Mechanizm działania
Mechanizm sączenia na żelu typu Sephadex można przedstawić następująco:
- Cząsteczki większe niż pory napęczniałych ziaren żelu przepływają wyłącznie wraz z fazą ruchomą i są eluowane jako pierwsze. Dzieje się tak, gdyż nie mogą penetrować do ich wnętrza.
- Mniejsze cząsteczki wnikają w różnym stopniu do wnętrza granulek żelu, co zależy od kształtu i rozmiaru. Eluowane są w kolejności zmniejszania się ich masy cząsteczkowej.

W chromatografii, gdy kolumny są wypełnione Sephadexem, duże cząsteczki są filtrowane szybciej, nie wpływając na pory spęczniałego żelu; mniejsze cząsteczki utkną jednak w porach i wyłaniają się dopiero później. To działanie filtrujące odpowiada za szerokie zastosowanie sefadeksów w chemii i biochemii do rozdzielania (frakcjonowania) mieszanin substancji o masie cząsteczkowej od 102 do 2 × 105.

## Rodzaje
Sephadex to w swojej istocie żywica do filtracji żelowej otrzymana przez sieciowanie dekstranu z epichlorohydryną. Różne typy Sephadex różnią się stopniem usieciowania, co wpływa na różnice w stopniu spęcznienia i zakresie frakcjonowania molekularnego. Stopień usieciowienia danego żelu określa cyfra znajdująca się przy dużej literze "G" (od G-10 do G-200). Większa cyfra oznacza niższy stopień usieciowania. Na przykład, Sephadex G-10 jest oznaczeniem dla małych cząsteczek, a G-75 dla większych cząsteczek. Najmniejszy rozmiar kulek zapewnia wyższą wydajność frakcjonowania i krótsze odległości dyfuzji. Sephadexy gruboziarniste i żywiczne są preferowane do rozdzielania grup na dużą skalę, gdzie wymagane są wysokie szybkości przepływu i niskie ciśnienia robocze.
Zakres frakcjonowania białek kulistych i dekstranów (Da)
| Typ żelu | Globuliny    | Dekstrany    |
| -------- | ------------ | ------------ |
| G-10     | ≤700         | ≤700         |
| G-15     | ≤1500        | ≤1500        |
| G-25     | 1000–5000    | 100–5,000    |
| G-50     | 1500–30,000  | 500–10,000   |
| G-75     | 3000–80,000  | 1000–50,000  |
| G-75SF   | 3000–70,000  | 1000–50,000  |
| G-100    | 4000–150,000 | 1000–100,000 |
| G-100 SF | 4000–100,000 | 1000–100,000 |
| G-150    | 5000–300,000 | 1000–150,000 |
| G-150 SF | 5000–150,000 | 1000–150,000 |
| G-200    | 5000–600,000 | 1000–200,000 |
| G-200 SF | 5000–250,000 | 1000–200,000 |

## Zastosowanie
Żel Sephadex stosuje się w wielu doświadczeniach do: 
- rozdziału substancji różniących się masą cząsteczkową,
- odsalania substancji, których masy cząsteczkowe są znacznie większe od masy cząsteczkowej soli obecnej w próbce
- do wyznaczania mas cząsteczkowych związków,
- bywa stosowany w przemyśle do produkcji witamin i antybiotyków[8].